# Marian Janušek
Marian Janušek (* 29. února 1960, Bratislava, Československo) je slovenský politik za Slovenskou národní stranu, v letech 2006–2009 působil ve funkci ministra výstavby a regionálního rozvoje, v roce 2017 odsouzený v kauze "nástěnkového tendru".

## Život
Po gymnaziálních studiích získal vysokoškolské vzdělání na Vysoké škole dopravy a spojů v Žilině, když získal absolutorium na Fakultě provozu, ekonomiky, dopravy a spojů v oboru stavba, údržba a rekonstrukce tratí. Po absolvování VŠDS pracoval do prosince 1989 jako samostatný odborně-technický pracovník investiční výstavby v Povážských chemických závodech š.p. Žilina, později zajišťoval stavební dozor na pracích realizovaných podniky Váhostav, š.p. Žilina a Železničné staviteľstvo, š.p. Žilina.

## Politika
V lednu 1995 se stal zástupcem přednosty Okresního úřadu v Ostravě, do jehož kompetence patřily odbory dopravy a silničního hospodářství, životního prostředí, katastru, zdravotnictví, školství a kultury, veterinářství, pozemků, zemědělství a lesnictví a obyvatelstva. V únoru 2002 se stal zástupcem přednosty městského úřadu v Žilině, od prosince 2002 byl zástupcem starosty.
Dne 4. července 2006 byl jmenován do funkce ministra výstavby a regionálního rozvoje v první vládě Roberta Fica. Odstoupil 15. dubna 2009 v důsledku tzv. "nástěnkového tendru", při kterém měly být zakázky na ministerstvu svěřovány firmám, které měly blízko k předsedovi SNS Jánu Slotovi. Sporný tendr na resortu výstavby byl vypsán na právní a poradenské služby při čerpání eurofondů. Případné pochybení ohledně tendru kontroloval Úřad pro veřejné zakázky a Nejvyšší kontrolní úřad. Zakázku za 3,6 miliardy korun resort vypsal pouze na nástěnku na chodbě ministerstva a získalo ji konsorcium, ve kterém byly i firmy Zamedia a Avocat, spojované právě s Jánem Slotou. V roce 2017 byl Janušek odsouzen soudem v Pezinku na 12 let odnětí svobody, po odvolání mu byl v roce 2018 trest snížen na 11 let.